# Arroyo Segovia
Der Arroyo Segovia ist ein Fluss im Westen Uruguays.
Der wenige Kilometer lange Fluss entspringt in der Cuchilla de Belén im Departamento Salto südöstlich von Belén. Von dort fließt in westliche Richtung und bildet dabei streckenweise die Südgrenze der vorgenannten Stadt. Er mündet schließlich südlich Beléns als linksseitiger Nebenfluss in den Río Uruguay.